# Dorpsmolen (Sijsele)
De Dorpsmolen of Lievensmolen is een molenrestant in de tot de West-Vlaamse gemeente Damme behorende plaats Sijsele, gelegen aan de Nieuwe Weg 4.
Deze ronde stenen molen van het type beltmolen fungeerde als korenmolen en oliemolen.

## Geschiedenis
Omstreeks 1800 werd op deze plaats een standerdmolen opgericht. Deze werd in 1820 vervangen door een stenen molen die, evenals zijn voorganger, als koren- en oliemolen dienst deed. Omstreeks 1890 werd de molen nog verhoogd, omdat de windvang was verminderd. Hiertoe werden stenen van de voormalige Spermalieabdij gebruikt. In 1906 werd een machienkamer aangebouwd. In 1931 werd een gasmotor aangeschaft, en werd het windbedrijf gestaakt. In 1946 werd het wiekenkruis en de kap verwijderd. In 1947 werd ook de bovenste maalzolder verwijderd en werd de romp afgedekt met een betonnen plaat.
In de jaren '90 van de 20e eeuw werd de romp omgebouwd tot woonhuis en voorzien van een mansardedak die enigszins gelijkenis vertoonde met een molenkap. De molenromp maakt sindsdien deel uit van een wooncomplex.
- Inventaris van het Bouwkundig Erfgoed (Vlaanderen): 78982